# Крепость (фильм, 1992)
«Крепость» (англ. Fortress) — австралийско-американский кинофильм, вышедший в 1992 году. Фантастический боевик, снятый в жанре антиутопии, с Кристофером Ламбертом в главной роли. В российском прокате шёл под названием «Последний отсчёт».
Фильм имел кассовый успех, но получил смешанную критику.

## Сюжет
2017 год. Жизнь в США тяжела и жестока. Природные ресурсы на исходе, а население чудовищно увеличилось. Результат всего этого — строгий режим и новый закон о том, что женщина может родить только одного ребёнка один раз. После смерти своего первенца армейский офицер Джон Бренник и его жена Карен ждут второго ребёнка и, тем самым, нарушают закон. Они собираются эмигрировать в Мексику, но на последнем кордоне таможенник замечает выбившийся из-под воротника Карен край экранирующего жилета. Супругов заключают в принадлежащую корпорации Men-Tel «Крепость» — самую изощрённую частную тюрьму с максимальной степенью защиты, из которой ещё никому не удавалось сбежать. Крепость целиком построена под землёй и управляется компьютерным интеллектом «Зет-10». В организм каждого заключённого при поступлении внедряется имплантат, по команде компьютера вызывающий сильную боль или взрывающийся, убивая при этом носителя. Бренник вступает в конфликт с местным авторитетом Мэддоксом, пытавшимся изнасиловать его сокамерника Гомеса. Компьютер убивает Мэддокса, а Бренник находит имплантат, выпавший из его развороченных внутренностей. Бреннику стирают разум, после чего он полностью теряет адекватность.
Директор тюрьмы По забирает Карен к себе в служанки. Она с ужасом узнаёт, что её нерождённый ребёнок теперь является собственностью корпорации, и его ждет превращение в такого же киборга, как По и охранники тюрьмы. Карен удаётся использовать «Зет-10», чтобы восстановить сознание мужа. У Бренника созревает план побега, и к нему неожиданно присоединяются все сокамерники. Заключённый Ди-Дэй делает из имплантата магнит и вытаскивает с его помощью имплантаты из тел сокамерников. Во время работ группа Бренника имитирует драку и попытку побега, перед этим приклеив имплантаты к трубе. Компьютер взрывает имплантаты, прорубая в трубе дыру. Группа проникает в кабинет директора и захватывает его в заложники, но машина разносит По случайным выстрелом. Ди-Дэй вводит в машину вирус. Гомес, Бренник и Карен угоняют грузовик и уезжают в Мексику, однако «Зет-10» удаленно перехватывает управление. Гомес гибнет под колёсами, но Бреннику удаётся взорвать грузовик. У Карен рождается мальчик.

## В ролях
- Кристофер Ламберт — Джон Генри Бренник
- Кертвуд Смит — директор тюрьмы По
- Лорен Локлин — Карен Бренник
- Линкольн Килпэтрик — Абрахам
- Джеффри Комбс — Ди-Дей
- Клифтон Гонсалес-младший — Нино Гомес
- Том Тауэлс — Стиггс
- Вернон Уэллс — Мэддокс
- Каролин Пердью-Гордон — голос «Зед-10»

## Саундтрек
1. Prelude And Pursuit, 06:20
2. Descent To Fortress, 04:53
3. Forbidden Dream, 04:50
4. Kick Fight, 05:55
5. Mind Wipe, 04:46
6. Karen, 03:39
7. Remembering The Platoon, 00:54
8. Freedom, 04:14